# گای استفان
گای استفان (انگلیسی: Guy Stéphan؛ زادهٔ ۱۷ اکتبر ۱۹۵۶) بازیکن فوتبال سابق اهل فرانسه است که در پست مهاجم بازی می‌کرد.
او اکنون کمک مربی تیم ملی فرانسه است.
وی همچنین برندهٔ جوایزی همچون لژیون دونور (شوالیه) شده‌است.
از باشگاه‌هایی که در آن بازی کرده‌است می‌توان به باشگاه فوتبال گنگام، باشگاه فوتبال رن، باشگاه فوتبال کان، و باشگاه فوتبال لو آور اشاره کرد.